# Com Palavras e com Obras
Com Palavras e com Obras é o segundo álbum de estúdio do cantor e compositor Val Martins, lançado pela gravadora MK Music em 1998.

## Faixas
1. Expressão de Amor - 04:10
2. Fonte de Vida Eterna - 04:36
3. Celebrando ao Príncipe da Paz - 03:27
4. O Caminho - 04:51
5. Com Palavras e com Obras - 03:45
6. Amor Maior - 04:08
7. Grande Rei - 04:35
8. Existe uma Esperança - 04:00
9. Deixa Eu Te Louvar - 04:03
10. A Boa Parte - 04:30
11. Nossa União - 04:26
12. Viajar - 03:31